# Liste der denkmalgeschützten Objekte in Mettersdorf am Saßbach
Die Liste der denkmalgeschützten Objekte in Mettersdorf am Saßbach enthält die 6 denkmalgeschützten, unbeweglichen Objekte der Gemeinde Mettersdorf am Saßbach im steirischen Bezirk Südoststeiermark.

## Denkmäler
| Foto |                 | Denkmal                                                           | Standort                                    | Beschreibung | Metadaten |
| ---- | --------------- | ----------------------------------------------------------------- | ------------------------------------------- | --- | --- |
| ja   | Datei hochladen | Bildstock HERIS-ID: 9413 Objekt-ID: 5387                          | bei Mettersdorf 42 Standort KG: Mettersdorf | | BDA-Hist.: Q38035882 Status: § 2a Stand der BDA-Liste: 2025-06-30 Name: Bildstock GstNr.: 1344                                                                                |
| ja   | Datei hochladen | Kath. Pfarrkirche Hl. Herz-Jesu HERIS-ID: 9410 Objekt-ID: 5384    | Standort KG: Mettersdorf                    | Die Kirche wurde 1841 erbaut und 1931 zur Pfarrkirche erhoben. | BDA-Hist.: Q38035834 Status: § 2a Stand der BDA-Liste: 2025-06-30 Name: Kath. Pfarrkirche Hl. Herz-Jesu GstNr.: 1328 Kath. Pfarrkirche Hl. Herz-Jesu (Mettersdorf am Saßbach) |
| ja   | Datei hochladen | Mariensäule HERIS-ID: 9412 Objekt-ID: 5386                        | Standort KG: Mettersdorf                    | | BDA-Hist.: Q38035857 Status: § 2a Stand der BDA-Liste: 2025-06-30 Name: Mariensäule GstNr.: 1332                                                                              |
| ja   | Datei hochladen | Bauernhaus vulgo Hödl HERIS-ID: 10619 Objekt-ID: 6680             | Rannersdorf 4 Standort KG: Rannersdorf      | Der Hakenhof östlich der Kapelle stammt im Kern aus dem frühen 19. Jahrhundert und weist eine reich geschnitzte Holzveranda auf. | BDA-Hist.: Q38074653 Status: Bescheid Stand der BDA-Liste: 2025-06-30 Name: Bauernhaus vulgo Hödl GstNr.: .123                                                                |
| ja   | Datei hochladen | Ortskapelle Rannersdorf, hl. Maria HERIS-ID: 9414 Objekt-ID: 5388 | Standort KG: Rannersdorf                    | Die kleine, schlichte Ortskapelle mit romantischen Stilelementen ist mit 1894 bezeichnet. | BDA-Hist.: Q38035954 Status: § 2a Stand der BDA-Liste: 2025-06-30 Name: Ortskapelle Rannersdorf, hl. Maria GstNr.: .121                                                       |
| ja   | Datei hochladen | Hügelgräberfeld Haintbrunnholz HERIS-ID: 11917 Objekt-ID: 8042    | Haintbrunnholz Standort KG: Zehensdorf      | Das Hügelgräberfeld liegt auf einem bewaldeten, nach Südosten hin abfallenden Rücken und weist ca. 30 dicht nebeneinander gelegene Tumuli auf. Durch Funde lässt es sich in die römische Kaiserzeit datieren. Das Gräberfeld vermittelt einen guten Eindruck vom ursprünglichen Erscheinungsbild, was nur mehr selten in der Region zu finden ist. | BDA-Hist.: Q38116749 Status: Bescheid Stand der BDA-Liste: 2025-06-30 Name: Hügelgräberfeld Haintbrunnholz GstNr.: 147/1, 1822, 1824, 149, 150                                |